# Eleições distritais no Distrito Federal em 2010
As eleições distritais no Distrito Federal em 2010 aconteceram em 3 de outubro, como parte das eleições gerais no Brasil daquele ano. Os cidadãos brasilienses aptos a votar elegeram o Presidente do Brasil, o Governador do Distrito Federal, dois Senadores da República, além de 8 deputado federais e 24 deputados distritais.
Foi a eleição depois da crise de corrupção, cassações e renúncias de mandatos do governo de José Arruda (PFL/DEM). Para o cargo de governador do distrito, puderam concorrer 5 candidatos (dos 8 cadastrados). As enormes coligações das duas candidaturas mais fortes foram resultado de uma reorganização das três principais coligações da eleição anterior (2006). Como nenhum dos candidatos à presidência e governador obteve mais da metade do votos válidos, um segundo turno foi realizado no dia 31 de outubro.
Na eleição presidencial esse segundo turno foi com Dilma Rousseff (PT) e José Serra (PSDB), com a vitória de Dilma; já no governo do Distrito Federal foi entre Agnelo Queiroz (PT) e Weslian Roriz (PSC), com a vitória de Agnelo. Segundo a Constituição Federal de 1988, o Presidente e os Governadores são eleitos diretamente para um mandato de quatro anos, com um limite de dois mandatos. O presidente Luiz Inácio Lula da Silva (PT) não pode ser reeleito, uma vez que se elegeu duas vezes, em 2002 e 2006.

## Resultado da eleição para governador

### Primeiro turno
| Candidatos a governador do estado | Candidatos a vice-governador | Número | Coligação                                                              | Votação | Percentual |
| --------------------------------- | ---------------------------- | ------ | ---------------------------------------------------------------------- | ------- | ---------- |
| Agnelo Queiroz PT                 | Tadeu Filippelli PMDB        | 13     | Novo Caminho (PT, PMDB, PSB, PDT, PTB, PCdoB, PPS, PRB, PHS, PRP, PTC) | 676.394 | 48,41%     |
| Weslian Roriz PSC                 | Jofran Frejat PR             | 20     | Esperança Renovada (PSC, PR, PP, PSDB, DEM, PMN, PRTB, PSDC, PTdoB)    | 440.128 | 31,50%     |
| Toninho Andrade PSOL              | Teresinha Monteiro PSOL      | 50     | —                                                                      | 199.095 | 14,25%     |
| Eduardo Brandão PV                | Luiz Maranhão PV             | 43     | —                                                                      | 78.837  | 5,64%      |
| Rodrigo Dantas PSTU               | Rosa Olimpia PSTU            | 16     | —                                                                      | 2.849   | 0,20%      |

### Segundo turno
| Candidatos a governador do estado | Candidatos a vice-governador | Número | Coligação                                                              | Votação | Percentual |
| --------------------------------- | ---------------------------- | ------ | ---------------------------------------------------------------------- | ------- | ---------- |
| Agnelo Queiroz PT                 | Tadeu Filippelli PMDB        | 13     | Novo Caminho (PT, PMDB, PSB, PDT, PTB, PCdoB, PPS, PRB, PHS, PRP, PTC) | 875.610 | 66,10%     |
| Weslian Roriz PSC                 | Jofran Frejat PR             | 20     | Esperança Renovada (PSC, PR, PP, PSDB, DEM, PMN, PRTB, PSDC, PTdoB)    | 449.110 | 33,90%     |

## Resultado da eleição para senador
| Candidatos a senador da República | Candidatos a suplente de senador                    | Número | Coligação                                                              | Votação | Percentual |
| --------------------------------- | --------------------------------------------------- | ------ | ---------------------------------------------------------------------- | ------- | ---------- |
| Cristovam Buarque PDT             | Wilmar Lacerda PDT Roberto Wagner PRB               | 123    | Novo Caminho (PT, PMDB, PSB, PDT, PTB, PCdoB, PPS, PRB, PHS, PRP, PTC) | 833.480 | 37,27%     |
| Rodrigo Rollemberg PSB            | Hélio José PT Cláudio Avelar PCdoB                  | 400    | Novo Caminho (PT, PMDB, PSB, PDT, PTB, PCdoB, PPS, PRB, PHS, PRP, PTC) | 738.575 | 33,03%     |
| Alberto Fraga DEM                 | Francisco Ferraz PSDB Paco Brito PP                 | 255    | Esperança Renovada (PSC, PR, PP, PSDB, DEM, PMN, PRTB, PSDC, PTdoB)    | 511.517 | 22,87%     |
| Cadu Valadares PV                 | Washington Valle PV João Breyer PV                  | 432    | —                                                                      | 54.245  | 2,43%      |
| Moacir Bueno PV                   | Antonio José Rocha PV Roberto Zanin PV              | 433    | —                                                                      | 46.735  | 2,09%      |
| Jorge Antunes PSOL                | Marcello Barra PSOL Ramiro Alvares Junior PSOL      | 500    | —                                                                      | 21.287  | 0,95%      |
| Chico Sant'Anna PSOL              | Clayton de Souza PSOL Raul Ulhoa PSOL               | 501    | —                                                                      | 16.486  | 0,74%      |
| Milton Tadashi PTN                | Carlos Kobayashi PSL Sergio Gomes de Souza PSL      | 190    | Quero Mudar (PSL, PTN)                                                 | 6.013   | 0,27%      |
| Sebastião Gerônimo PSL            | Nicodemos Sampaio PSL Wilian Ney de Farias PSL      | 178    | Quero Mudar (PSL, PTN)                                                 | 4.104   | 0,18%      |
| Robson da Silva PSTU              | Francisco Targino PSTU José Antonio dos Santos PSTU | 160    | —                                                                      | 3.804   | 0,17%      |

## Candidatos ao governo do Distrito Federal
À princípio, 8 candidaturas ao governo do Distrito Federal foram cadastradas.  Porém, três delas foram indeferidas (a do PSL/PTN, a do PCB e a do PCO). Em torno do nome de Agnelo Queiroz (PT), apoiado por Lula, construiu-se uma coligação de 11 partidos, chamada Novo Caminho, que representava a oposição ao governo distrital anterior. Já em torno do nome de Weslian Roriz (PSC), formou-se uma coligação de 9 partidos, chamada Esperança Renovada, que reivindicava os quatro mantados de governador de Joaquim Roriz (marido da candidata). Na coligação de Agnelo (que pretendia ser base do governo federal da candidata Dilma), estavam presentes o PTB e o PPS, duas siglas que nacionalmente aderirem à candidatura de Serra.  Já na coligação de Weslian, que contava com partidos como o DEM e o PSDB (da base da candidatura de Serra), estavam presentes o PSC e o PR, partidos que nacionalmente aderiram à candidatura de Dilma. Na coligação de Weslian, também estavam presentes o PSDC e o PRTB, duas pequenas siglas que nas eleições presidenciais tiveram candidaturas próprias. O PTN, participante da coligação de Dilma, no Distrito Federal esteve junto à candidatura indeferida do PSL. Já as candidaturas distritais aptas do PSOL, do PSTU e do PV e as inaptas do PCB e do PCO foram coerentes com a eleição presidencial, na qual cada um também saiu sozinho.
É importante ressaltar que, com exceção do PDT e do PSDC, todos os partidos que compuseram as coligações de Agnelo (PT) e de Weslian (PSC), fizeram parte das três principais coligações das eleições de 2006, em torno dos candidatos José Arruda (PFL/DEM), Arlete Sampaio (PT) e Maria de Lourdes Abadia (PSDB). Da coligação de Agnelo, 4 partidos eram da base de Arlete (PT / PSB / PRB / PCdoB), 5 da base de Abadia (PMDB / PTB / PTC / PHS / PRP), 1 do governo de Arruda (PPS) e 1 na época imparcial (PDT). Da coligação de Weslian, 1 era da base de Arlete (PRTB), 2 da base de Abadia (PSDB / PTdoB), 5 do governo de Arruda (DEM / PP / PSC / PR / PMN) e 1 independente (PSDC). Ou seja, os três principais agrupamentos políticos em 2006, se reorganizaram fisiologicamente em dois agrupamentos em 2010. Já a Frente de Esquerda formada por PSOL, PSTU e PCB em 2006, não se reeditou em 2010, saindo fragmentada. No segundo turno das eleições de 2010, o PV, que tinha candidatura própria no primeiro, apoiou a candidatura de Agnelo. Um ano após as eleições, com a vitória de Agnelo, o PP (que apoiava Weslian) também juntou-se à base petista à nível distrital..
| Candidato(a) a governador(a) | Candidato(a) a vice-governador(a) | Nº | Coligação                                                                                  |
| ---------------------------- | --------------------------------- | -- | ------------------------------------------------------------------------------------------ |
| Agnelo Queiroz (PT)          | Tadeu Filippelli (PMDB)           | 13 | Coligação Novo Caminho - PT / PMDB / PDT / PTB / PRB / PPS / PHS / PTC / PSB / PRP / PCdoB |
| Eduardo Brandão (PV)         | Luiz Maranhão (PV)                | 43 | sem coligação                                                                              |
| Frank Svensson (PCB)         | João Break (PCB)                  | 21 | sem coligação (candidatura indeferida)                                                     |
| Newton Lins (PSL)            | Paulo Vasconcelos (PTN)           | 17 | PSL / PTN (candidatura indeferida)                                                         |
| Ricardo Machado (PCO)        | Expedito Mendonça (PCO)           | 29 | sem coligação (candidatura indeferida)                                                     |
| Rodrigo Dantas (PSTU)        | Rosa Olimpia (PSTU)               | 16 | sem coligação                                                                              |
| Toninho Andrade (PSOL)       | Tetê Monteiro (PSOL)              | 50 | sem coligação                                                                              |
| Weslian Roriz (PSC)          | Jofran Frejat (PR)                | 20 | Coligação Esperança Renovada - PSC / PR / PP / DEM / PSDC / PRTB / PMN / PSDB / PTdoB      |

## Candidatos ao Senado
No Distrito Federal, treze candidatos disputaram por uma das duas vagas ao Senado, dos quais Cristovam Buarque (PDT) e Rodrigo Rollemberg (PSB), da mesma coligação, foram eleitos. Os candidatos Abadia (PSDB) , Rosana Chaib (PCB) e Gilson Dobbin (PCO) tiveram suas candidaturas indeferidas.
| Candidato(a) a senador(a) | Suplentes                                             | Nº  | Coligação                                                                       |
| ------------------------- | ----------------------------------------------------- | --- | ------------------------------------------------------------------------------- |
| Alberto Fraga (DEM)       | 1º:Francisco Ferraz (PSDB) 2º:Paco Brito (PP)         | 255 | PSC / PR / PP / DEM / PSDC / PRTB / PMN / PSDB / PTdoB                          |
| Cadu Valadares (PV)       | 1º:Washington Valle (PV) 2º:João Breyer (PV)          | 432 | sem coligação                                                                   |
| Chico Sant'Anna (PSOL)    | 1º:Clayton de Souza (PSOL) 2º:Raul Ulhoa (PSOL)       | 501 | sem coligação                                                                   |
| Cristovam Buarque (PDT)   | 1º:Wilmar Lacerda (PDT) 2º:Roberto Wagner (PRB)       | 123 | PT / PMDB / PDT / PTB / PRB / PPS / PHS / PTC / PSB / PRP / PCdoB               |
| Gilson Dobbin (PCO)       | 1º:Ivo Brito (PCO) 2º:Deusimar (PCO)                  | 290 | sem coligação (candidatura indeferida)                                          |
| Jorge Antunes (PSOL)      | 1º:Marcello Barra (PSOL) 2º:Ramiro Junior (PSOL)      | 500 | sem coligação                                                                   |
| Maria Abadia (PSDB)       | 1º:Osorio Adriano (DEM) 2º:Pastor Egmar (PTdoB)       | 456 | PSC / PR / PP / DEM / PSDC / PRTB / PMN / PSDB / PTdoB (candidatura indeferida) |
| Milton Tadashi (PTN)      | 1º:Carlos Kobayashi (PSL) 2º:Sergio Gomes (PSL)       | 190 | PSL / PTN                                                                       |
| Moacir Bueno (PV)         | 1º:Professor Antonio Jose (PV) 2º:Roberto Zanin (PV)  | 433 | sem coligação                                                                   |
| Robson da Silva (PSTU)    | 1º:Francisco Targino (PSTU) 2º:Jota dos Santos (PSTU) | 160 | sem coligação                                                                   |
| Rodrigo Rollemberg (PSB)  | 1º:Hélio José (PT) 2º:Claudio Avelar (PCdoB)          | 400 | PT / PMDB / PDT / PTB / PRB / PPS / PHS / PTC / PSB / PRP / PCdoB               |
| Rosana Chaib (PCB)        | 1º:João de Castro (PCB) 2º:Dalva do Nascimento (PCB)  | 212 | sem coligação (candidatura indeferida)                                          |
| Sebastião Gerônimo (PSL)  | 1º:Nico Facanha (PSL) 2º:Wilian Ney (PSL)             | 178 | PSL / PTN                                                                       |

## Deputados federais eleitos
No Distrito Federal foram oito os deputados federais eleitos.

Representação eleita
  PT: 3
  PR: 2
  PDT: 1
  PMN: 1
  PMDB: 1

Fonteː
| Candidato (a)         | Número | Coligação                    | Votos   | Porcentagem |
| --------------------- | ------ | ---------------------------- | ------- | ----------- |
| Reguffe (PDT)         | 1234   | Novo Caminho (I)             | 266.465 | 18,95%      |
| Paulo Tadeu (PT)      | 1310   | Novo Caminho (I)             | 164.555 | 11,17%      |
| Jaqueline Roriz (PMN) | 3320   | O Distrito Federal Pode Mais | 100.051 | 7,12%       |
| Izalci Lucas(PR)      | 2222   | O Distrito Federal Pode Mais | 97.914  | 6,96%       |
| Magela (PT)           | 1313   | Novo Caminho (I)             | 86.276  | 6,14%       |
| Erika Kokay (PT)      | 1331   | Novo Caminho (I)             | 72.651  | 5,17%       |
| Ronaldo Fonseca (PR)  | 2233   | O Distrito Federal Pode Mais | 67.920  | 4,83%       |
| Luiz Pitiman (PMDB)   | 1515   | Novo Caminho (II)            | 51.491  | 3,66%       |

Obs.: A tabela acima mostra somente os deputados federais eleitos.
| Deputados federais: coligações eleitas | Deputados federais: coligações eleitas   | Deputados federais: coligações eleitas | Deputados federais: coligações eleitas | Deputados federais: coligações eleitas |
| -------------------------------------- | ---------------------------------------- | -------------------------------------- | -------------------------------------- | -------------------------------------- |
| Coligação                              | Composição                               | Candidatos eleitos                     | Votos válidos (incluindo não-eleitos)  | %                                      |
| Novo Caminho (I)                       | (PDT/PT/PPS/PSB/PTC)                     | 4                                      | 693.663                                | 49,33%                                 |
| O Distrito Federal Pode Mais           | (DEM/PSDB/PP/PSC/PR/PSDC/PRTB/PMN/PTdoB) | 3                                      | 444.454                                | 31,61%                                 |
| Novo Caminho (II)                      | (PMDB/PCdoB/PRB/PTB/PRP/PHS)             | 1                                      | 194.571                                | 13,84%                                 |

## Deputados distritais eleitos
Foram vinte e quatro deputados distritais eleitos.

Representação eleita
  PT: 5
  DEM: 2
  PSDB: 2
  PSD: 2
  PRTB: 1
  PMDB: 1
  PTB: 1
  PRB: 1
  PTC: 1
  PSB: 1
  PR: 1
  PSL: 1
  PTdoB: 1
  PDT: 1
  PMN: 1
  PP: 1
  PSC: 1

Fonteː
| Número | Deputados distritais eleitos | Partido | Votação | Percentual | Cidade onde nasceu       | Unidade federativa  |
| 13131  | Chico Leite                  | PT      | 36.806  | 2,61%      | Milagres                 | Ceará               |
| 25000  | Eliana Pedrosa               | DEM     | 35.387  | 2,51%      | Bicas                    | Minas Gerais        |
| 13113  | Arlete Sampaio               | PT      | 26.376  | 1,87%      | Itagibá                  | Bahia               |
| 13190  | Cabo Patricio                | PT      | 22.209  | 1,58%      | Gama                     | Distrito Federal    |
| 28020  | Liliane Roriz                | PRTB    | 21.999  | 1,56%      | Luziânia                 | Goiás               |
| 45151  | Washington Mesquita          | PSDB    | 21.111  | 1,50%      | Brasília                 | Distrito Federal    |
| 23456  | Alírio Neto                  | PSD     | 19.207  | 1,36%      | Piripiri                 | Piauí               |
| 13100  | Chico Vigilante              | PT      | 19.201  | 1,36%      | Vitorino Freire          | Maranhão            |
| 25100  | Raad Massouh                 | DEM     | 17.997  | 1,28%      | Damasco                  | Líbano              |
| 15154  | Rôney Nemer                  | PMDB    | 17.778  | 1,26%      | Viçosa                   | Minas Gerais        |
| 13222  | Wasny de Roure               | PT      | 17.579  | 1,25%      | Goiânia                  | Goiás               |
| 14014  | Cristiano Araújo             | PTB     | 17.047  | 1,21%      | Brasília                 | Distrito Federal    |
| 10123  | Evandro Garla                | PRB     | 15.867  | 1,13%      | São Bernardo do Campo    | São Paulo           |
| 36123  | Agaciel Maia                 | PTC     | 14.073  | 1,00%      | Brejo do Cruz            | Paraíba             |
| 40445  | Joe Valle                    | PSB     | 13.876  | 0,99%      | Caicó                    | Rio Grande do Norte |
| 22193  | Aylton Gomes                 | PR      | 13.278  | 0,94%      | Brasília                 | Distrito Federal    |
| 17190  | Michel de Oliveira           | PSL     | 13.256  | 0,94%      | Sobradinho               | Distrito Federal    |
| 45678  | Raimundo Ribeiro             | PSDB    | 12.794  | 0,91%      | Piracuruca               | Piauí               |
| 70270  | Olair Francisco              | PTdoB   | 12.477  | 0,89%      | Petrolina de Goiás       | Goiás               |
| 12345  | Israel Batista               | PDT     | 11.349  | 0,81%      | Brasília                 | Distrito Federal    |
| 23033  | Cláudio Abrantes             | PSD     | 11.047  | 0,78%      | Catolé do Rocha          | Paraíba             |
| 20123  | Wellington Silva             | PSC     | 10.333  | 0,73%      | Brasília                 | Distrito Federal    |
| 11234  | Benedito Domingos            | PP      | 9.479   | 0,67%      | São Sebastião do Paraíso | Minas Gerais        |
| 33123  | Celina Leão                  | PMN     | 7.771   | 0,55%      | Goiânia                  | Goiás               |

Obs.: A tabela acima mostra somente os deputados distritais eleitos.
| Deputados distritais: coligações e partidos eleitos | Deputados distritais: coligações e partidos eleitos | Deputados distritais: coligações e partidos eleitos | Deputados distritais: coligações e partidos eleitos | Deputados distritais: coligações e partidos eleitos |
| --------------------------------------------------- | --------------------------------------------------- | --------------------------------------------------- | --------------------------------------------------- | --------------------------------------------------- |
| Coligação / Partido                                 | Composição / Sigla                                  | Candidatos eleitos                                  | Votos válidos (incluindo não-eleitos)               | %                                                   |
| Partido dos Trabalhadores                           | PT                                                  | 5                                                   | 216.382                                             | 15,37%                                              |
| Democratas                                          | DEM                                                 | 2                                                   | 102.840                                             | 7,31%                                               |
| A Força do Povo                                     | (PSC/PRTB)                                          | 2                                                   | 95.243                                              | 6,77%                                               |
| Partido da Social Democracia Brasileira             | PSDB                                                | 2                                                   | 84.044                                              | 5,97%                                               |
| Novo Caminho (I)                                    | (PPS/PHS)                                           | 2                                                   | 109.126                                             | 7,75%                                               |
| Partido do Movimento Democrático Brasileiro         | PMDB                                                | 1                                                   | 69.019                                              | 4,90%                                               |
| Um Novo Caminho                                     | (PRB/PTB)                                           | 2                                                   | 96.548                                              | 6,86%                                               |
| Novo Caminho (II)                                   | PSB / PCdoB                                         | 1                                                   | 83.381                                              | 5,92%                                               |
| Novo Caminho (III)                                  | (PTC/PRP)                                           | 1                                                   | 73.124                                              | 5,19%                                               |
| Partido da República                                | PR                                                  | 1                                                   | 70.175                                              | 4,99%                                               |
| Quero Mudar                                         | (PSL/PTN)                                           | 1                                                   | 83.571                                              | 5,94%                                               |
| Frente Trabalhista Democrata Cristã                 | (PSDC/PTdoB)                                        | 1                                                   | 80.141                                              | 5,69%                                               |
| Partido Democrático Trabalhista                     | PDT                                                 | 1                                                   | 76.814                                              | 5,46%                                               |
| Mobilização Progressista                            | (PP/PMN)                                            | 2                                                   | 86.954                                              | 6,18%                                               |